# Diana-Riff
Das Diana-Riff ist ein isoliertes Riff in der Gruppe der Joinville-Inseln an der Nordspitze der Antarktischen Halbinsel. Es liegt 5 km östlich des D’Urville Monument im Active-Sund.
Der Falkland Islands Dependencies Survey nahm 1954 eine grobe Kartierung vor. Das UK Antarctic Place-Names Committee benannte das Riff 1956 nach der Diana, einem der Schiffe der Dundee Whaling Expedition (1892–1893).